# Dazed
Dazed (stylizowany jako DAZED) – brytyjski kwartalnik poświęcony modzie i kulturze, założony w 1991 roku w Londynie przez Jeffersona Hacka i fotografa Rankina jako Dazed & Confused. Funkcjonuje również jako strona internetowa, dazeddigital.com. Nowym redaktorem naczelnym został mianowany w marcu 2025 roku Ted Stansfield. Funkcję ma objąć w czerwcu.

## Historia i profil

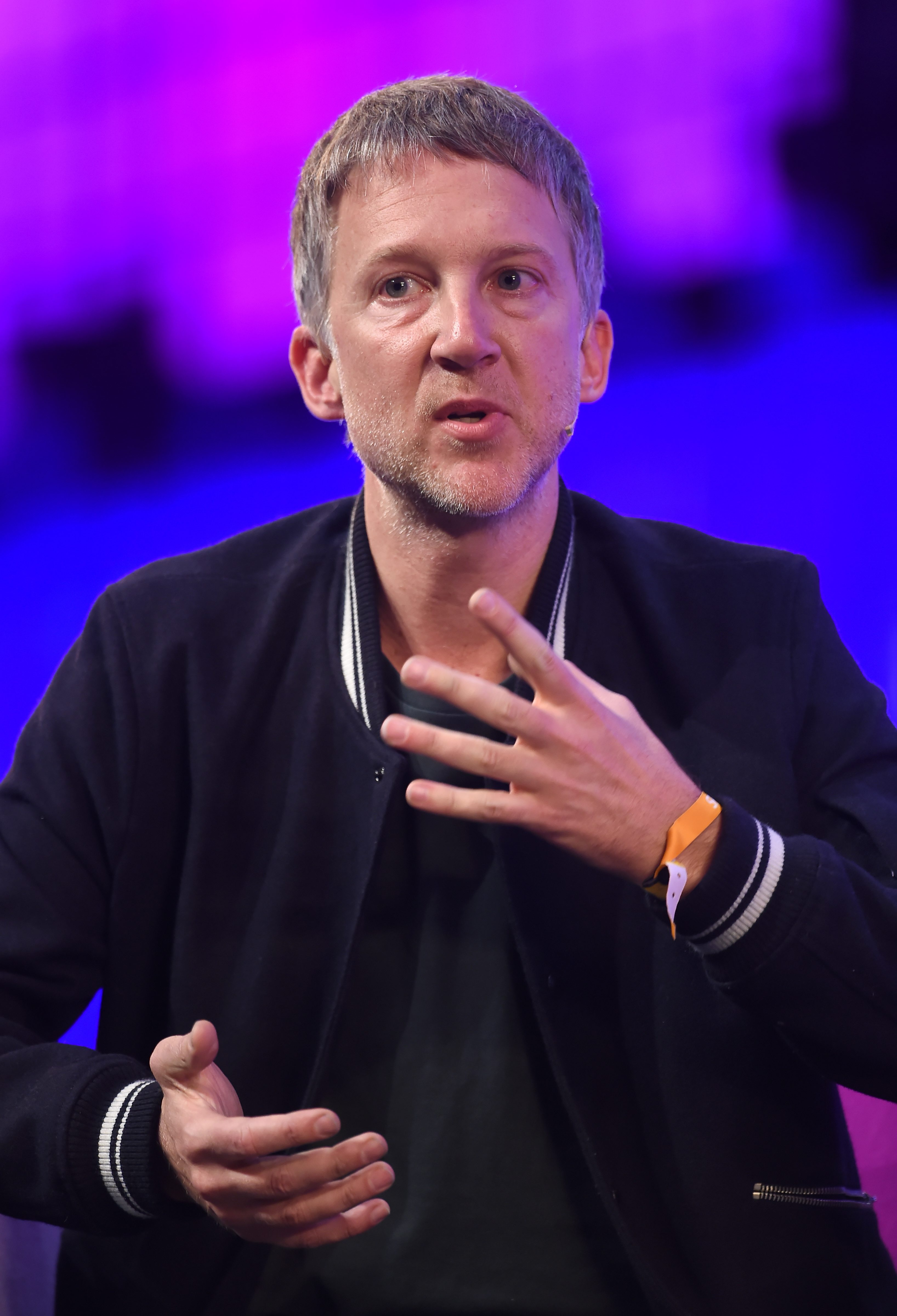
Jefferson Hack

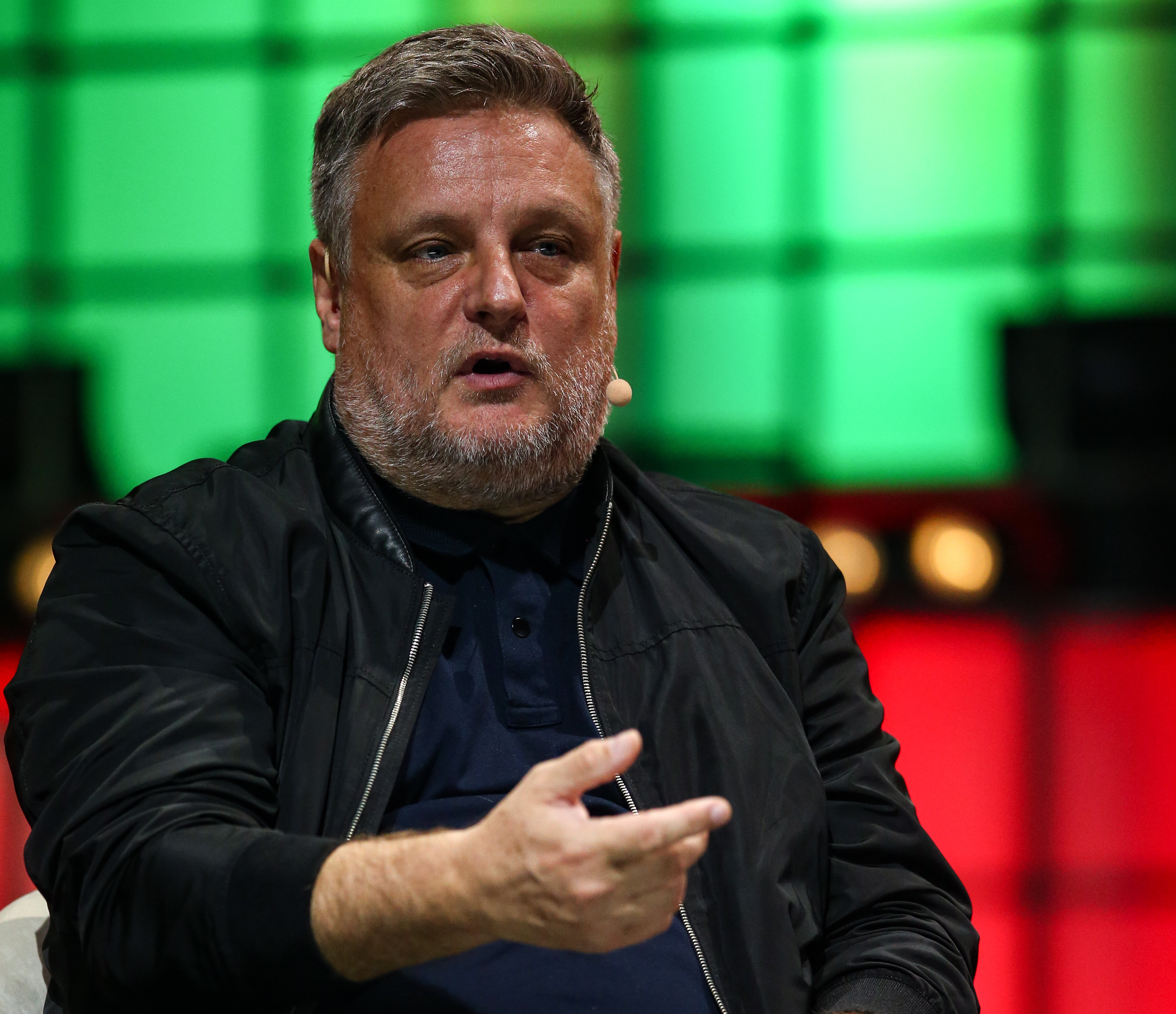
Rankin

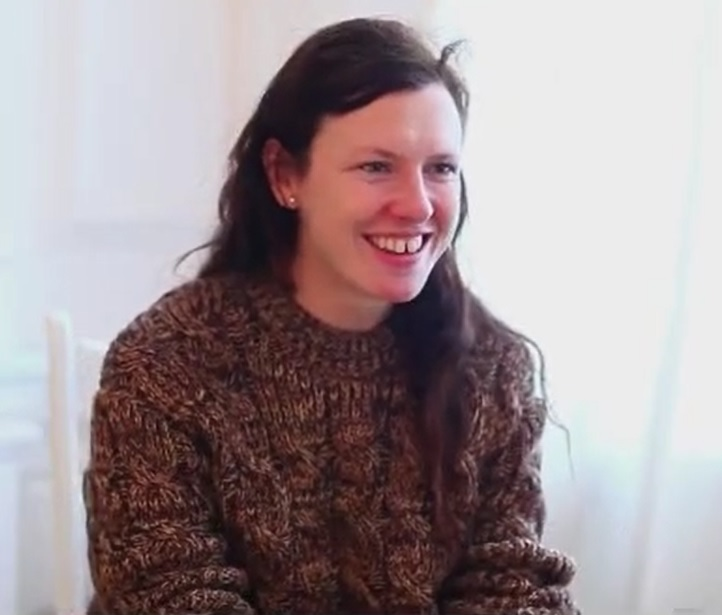
Katie Grand

### XX w.
Miesięcznik Dazed założyli w 1991 roku Jefferson Hack i fotograf Rankin, kiedy w Wielkiej Brytanii rozwijał się Britart i Brit pop. Obaj poznali się w stołówce London College of Printing i postanowili stworzyć magazyn kolorowy magazyn poświęcony kulturze spędzania wolnego czasu, skierowany do młodych ludzi. Pomysł nazwy podsunął im ich projektant, zafascynowany utworem „Dazed and Confused” w wykonaniu zespołu Led Zeppelin. Zaadaptowali tytuł, który następnie pojawił się w sloganie reklamowym pierwszego numeru: „Rozwija się syntetyczna kultura spędzania wolnego czasu – plastikowi ludzie karmieni na siłę puszkowaną rozrywką i designerskim jedzeniem. Czy jesteś gotowy na Dazed & Confused?”. Dołączyła do nich wkrótce stylistka Katie Grand Obaj założyciele prosperowali dzięki swoim relacjom z artystami, takimi jak Jake & Dinos Chapman oraz zespołami, takimi jak Blur i Pulp. Dazed & Confused reprezentował nową falę w brytyjskiej prasie, gromadząc postacie z różnych dziedzin i epok, aby tworzyć ekskluzywne wywiady i oryginalne dzieła sztuki wyłącznie dla swoich potrzeb. Szybko przekształcił się w kreatywną platformę dla nowych artystów, muzyków, projektantów i filmowców, stał się powszechnie znany ze swojego lekceważącego zachowania.
W 1995 roku, gdy sytuacja ekonomiczna magazynu pogorszyła się, jego twórcy wydrukowali nad kodem kreskowym slogan „Jeśli cię na to nie stać, ukradnij”. Zostali wykluczeni z John Menzies na trzy wydania i zagrożeni wydaleniem z punktów sprzedaży WH Smith. W 1999 roku pozwolili dokumentaliście Nathanowi Hartshornowi sfilmować się podczas pracy.

### XXI w.
18 grudnia 2006 roku została uruchomiona internetowa wersja magazynu, DazedDigital.com.
W ciągu pierwszej dekady XXI wieku Rankin i Hack wycofali się z samego magazynu; Rankin zajął się filmami fabularnymi, a Hack rozpoczął wydawanie magazynu Another. Jak stwierdził Rankin: „Jesteśmy za starzy. To zawsze był magazyn o młodości”. W 2011 roku średni, miesięczny nakład czasopisma wynosił około 90 500 egzemplarzy.
W dniach 4 listopada 2011 – 29 stycznia 2012 roku zorganizowano w salach wystawowych Terrace Rooms Somerset House okolicznościową wystawę z okazji 20-lecia istnienia magazynu.
W 2012 roku redaktorem naczelnym magazynu oraz  serwisu cyfrowego DazedDigital.com został Tim Noakes, dotychczasowy autor artykułów o popkulturze. Zmienił on na tym stanowisku Roda Stanleya, pełniącego tę funkcję od 2005 roku. Stanowisko zastępcy zastępcy objęła Hannah Lack.
W kwietniu 2014 roku tytuł „Dazed & Confuded” został skrócony do „Dazed”. Jak wyjaśnił ówczesny redaktor naczelny magazynu, Tim Noakes, zmiana nazwy była podyktowana chęcią uzyskania bardziej spójnej tożsamości marki w wersji drukowanej i cyfrowej. Według Noakesa, Dazed jest obecnie „przede wszystkim cyfrowy”, a jego rebranding jest połączony ze zmniejszeniem liczby drukowanych publikacji z 12 do 6 wydań rocznie. Decyzja ta była związana z faktem, że ruch internetowy DazedDigital wzrósł 5-krotnie w ciągu ostatniego roku, choć, jak stwierdził Noakes, magazyn nadal jest sprzedawany w liczbie 45 000 egzemplarzy na całym świecie poprzez subskrypcje (cyfrowe i pocztowe) oraz w kioskach.
W 2015 roku odświeżono szatę graficzną magazynu – otrzymał on nowy wygląd, styl, logo i bardziej błyszczący papier. Zmiany te zbiegły się w czasie z przyjściem nowego dyrektora artystycznego, Jamiego Reida, nowej redaktor naczelnej, Isabelli Burley i dyrektora kreatywnego, Robbiego Spencera.
W 2021 roku do Dazed dołączył IB Kamara wnosząc do magazynu nowy akcent w kreowaniu wizerunku mody. Stworzył przestrzeń dla nowego pokolenia globalnych twórców, pozwalając im wyrażać siebie i celebrować nowoczesną kulturę młodzieżową na całym świecie. W tym roku został laureatem nagrody Isabella Blow Award przyznawanej przez British Fashion Council dla twórcy mody. W 2024 roku został redaktorem naczelnym Dazed. Oprócz sprawowania tej funkcji współpracował z takimi tytułami, jak Vogue, W i Double.
28 września 2021 roku z okazji 30-lecia Dazed wydana została nakładem nowojorskiego wydawnictwa Rizzoli International Publications książka Dazed: 30 Years Confused: The Covers That Launched a Movement (ISBN 978-0-8478-7073-8), w której autorzy: Katie Grand i Jefferson Hack poprzez projekty okładek i nagłówki przypominające manifesty przedstawili przeszłość, teraźniejszość i zamierzenia przyszłość magazynu.
W 2022 roku Hack otrzymał specjalną nagrodę uznania od British Fashion Council za bycie mecenasem kultury.
Pod koniec 2024 roku Dazed rozszerzył działalność na kraje Bliskiego Wschodu i Północnej Afryki mając zamiar stać się pierwszym w tym regionie magazynem poświęconym modzie, stylowi i kulturze. Redaktorem naczelnym nowego działu, Dazed MENA, został Ahmad Swaid.
W marcu 2025 roku ogłoszono, że nowym redaktorem naczelnym będzie od czerwca Ted Stansfield. Zastąpi na tym stanowisku IB Kamarę rezygnując jednocześnie z funkcji dyrektora ds. wydawniczych Dazed Digital, AnOthermag.com i redaktora Another Man.

## Współpracownicy
Na przestrzeni lat z magazynem współpracowali tacy fotografowie jak: Harley Weir, Rafael Pavarotti, Ryan McGinley, Walter Pfeiffer, Hugo Comte, Collier Schorr i Willy Vanderperre. Na jego okładce pojawili się tacy artyści jak: Harry Styles, Jungkook, Doja Cat, Dua Lipa, Stormzy, Billie Eilish, Lil Nas X, Selena Gomez, Frank Ocean, Lana Del Rey, Rihanna, Nicki Minaj, Björk i Pamela Anderson.

## Wydawca
Dazed należy, razem z magazynami AnOther, Another Man, Dazed Korea, Dazed Beauty, Nowness i Dazed Studio do spółki Dazed Media z siedzibą w Londynie. Spółka zatrudnia ponad 130 pracowników i freelancerów (2022). Oferuje pobyt artystom rezydentom, organizuje również przestrzeń dla wystaw i dla potrzeb performance, prowadzi księgarnię, bibliotekę i bar.